# 全国がん患者団体連合会
一般社団法人全国がん患者団体連合会（ぜんこくがんかんじゃだんたいれんごうかい、略称：全がん連）は、全国のがん患者団体の連合体組織として、がん医療の向上とがんになっても安心して暮らせる社会の構築に寄与することを目的として、2015年5月に設立された一般社団法人である。

## 概要
がん患者団体の連携や活動の促進を図りつつ、がん患者と家族の治療やケア、生活における課題の解決に取り組み、がん医療の向上とがんになっても安心して暮らせる社会の構築に寄与することを目的とし、以下の事業を行っている。
- がん患者と家族の治療やケア、生活における課題を解決するための政策提言に関する事業
- がん患者と家族の自助や共助を促進するために必要な事業
- がん患者団体の連携や活動を促進するために必要な事業
- この法人の活動を広報及び宣伝するために必要な事業
- この法人の財政の健全な発展及び確立のために必要な事業
- その他、この法人の目的を達成するために必要な事業

## 主な活動

### がん対策基本法の改正に関する要望
- 2006年に議員立法により成立したがん対策基本法は、政府が総合的ながん対策として「がん対策基本計画」を策定することなどを目的に制定された。その後、がん治療が進み、治療後も社会で活躍できる人が増える一方で、通院のため退職を余儀なくされるケースも増えたり、患者数の多いがんに対策の重点が置かれたことで、小児がん・希少がん・難治性がん等が置き去りにされるなど、新たな課題が生じていた。
- 2015年6月16日、全がん連は「がん対策基本法の改正に関する要望書」を超党派議連「国会がん患者と家族の会」に提出した。また、翌17日には同要望書を、塩崎恭久・厚生労働大臣、正林督章・厚生労働省健康局がん対策健康増進課長、門田守人・厚生労働省がん対策推進協議会会長に提出した。同要望書では、小児がん・希少がん・難治がんの対策、がん患者の就労を含めた社会的な問題への支援、がん患者と家族の権利と尊厳を守るための対策を求めた[2]。
- 2016年4月22日、超党派議連「国会がん患者と家族の会」が、がん対策基本法改正案に対するパブリックコメントの募集を開始したが、全がん連の要望が盛り込まれていなかったことから、同日、全がん連はステートメント「がん対策基本法改正案パブリックコメントの実施について」を発表した[3]。
- 2016年5月17日、超党派議連「国会がん患者と家族の会」総会が開催され、全がん連も出席し、がん対策基本法改正案の検討が行われた。全がん連が求めていた「社会的支援」については「がん患者に関する国民の理解が深められ、がん患者が円滑な社会生活を営むことができる社会環境の整備が図られること」との条文が追記された。「小児がん対策」については「国及び地方公共団体は、小児がんの患者その他のがん患者が必要な教育と適切な治療とのいずれをも継続的かつ円滑に受けることができるよう、必要な環境の整備その他の必要な施策を講ずるものとする」との条文が追記された。一方、「希少がん・難治がんへの対策」については、参議院法制局との検討の過程において法制上盛り込むことが難しいとされたことなどから、改正案に盛り込むことは見送られた[4][5]。
- がん対策基本法改正案は、2016年の第190回国会（通常国会）への提出は見送られたが[6]、その後の超党派議連「国会がん患者と家族の会」の検討により、希少がん・難治がんに係る研究の促進についても条文に追加された[7][8]。第192回国会（臨時国会）において、2016年11月15日に参議院に議員立法として提出され、翌16日に参議院本会議において全会一致で可決、12月9日に衆議院本会議でも全会一致で可決・成立した[9]。

### 患者申出療養制度に関する意見
- 患者申出療養は、未承認薬等について、患者の申出を起点とし、安全性・有効性等を確認しつつ、身近な医療機関で迅速に受けられるようにする制度であり、2015年5月27日に成立し、同29日に公布された医療保険制度改革関連法により、2016年4月1日から施行された。
- 2015年8月20日、全がん連は「患者申出療養制度に関する意見書」を塩崎恭久・厚生労働大臣、田辺国昭・厚生労働省中央社会保険医療協議会会長、門田守人・厚生労働省がん対策推進協議会会長に提出した。同意見書では、制度の導入が国民皆保険制度のなし崩し的な空洞化につながらないようにすることや、対象となる治療薬等の有効性と安全性に十分配慮しつつ、患者が利用しやすい制度とすること等を求めた[10]。
- 2015年9月17日、全がん連と日本難病疾病団体協議会（JPA）は、参議院議員会館にて院内集会「緊急公開ラウンドテーブル〜このまま施行していいの？患者申出療養制度〜患者の立場に立った制度に向けて」を開催した[11]。
- 2015年9月28日、全がん連とJPAは「患者申出療養制度に関する共同アピール」を厚生労働省に提出した。同アピールでは、国民皆保険制度を堅持すること、患者申出療養制度における患者の安全性の確保と負担軽減に努めること、医療政策の策定プロセスへの患者参画を進めることを求めた[12]。

### 受動喫煙対策に関する要望
- 2002年に制定された健康増進法では、多数の者が利用する施設の管理者に対し、受動喫煙を防止するために必要な措置を講ずるよう求める条文が定められたが、この条文に違反しても罰則はなかった。2020年の東京オリンピック・パラリンピックに向けて受動喫煙対策を推進するため、健康増進法の改正が検討された。
- 2017年3月21日、全がん連は「受動喫煙防止対策の推進に関する要望書」を衆議院・参議院の国会議員に送付・提出した。同要望書では、政府が通常国会への提出を検討している健康増進法改正法案について、建物内禁煙を基本とした実効性のある法的措置を講じることを求めた[13]。
- 健康増進法改正案は、2017年の第193回国会（通常国会）に、小規模飲食店を除く全ての飲食店で原則禁煙とするなどの内容が盛り込んだ改正案が提出される予定だった。しかし、自民党厚生労働部会で反対論が噴出し了承されず、塩崎恭久・厚生労働大臣も強硬姿勢を崩さなかったため、改正案を閣議決定できず、第193回国会に提出できなかった。
- 2018年1月24日、全がん連は、日本癌学会（中釜斉理事長）、日本癌治療学会（北川雄光理事長）、日本臨床腫瘍学会（南博信理事長）と連名で「受動喫煙防止対策を強化する健康増進法改正案に関する要望書」を加藤勝信・厚生労働大臣などに送付・提出した[14]。
- 健康増進法改正案は、原則禁煙の除外範囲を拡大するなど前回の案より後退したが、2018年の第196回国会（通常国会）に提出され、7月18日に参議院本会議で可決・成立した[15]。

### その他の要望
- 2020年11月25日、全がん連は、小児がん・AYAがん（思春期・若年がん）患者団体有志とともに「小児とAYA世代のがん患者の妊孕性温存への支援を求める要望書」を田村憲久・厚生労働大臣などに提出・手交した。同要望書では、厚生労働省に対して、小児やAYA世代のがん患者が生殖医療を受ける場合の保険適応や助成制度の創設などの経済的支援を行うことなどを求めた[16][17]。
- 2020年11月27日、全がん連は「新型コロナウイルス感染症拡大に伴う緊急要望書」を菅義偉・内閣総理大臣などに提出した。同要望書では、医療体制のひっ迫を避けるため感染対策を強化し、がんなど命に関わる疾病の患者が必要な医療を受けられる体制を守るための施策を速やかに進めることや、新型コロナウイルス診療のための病床確保のために、がん患者などが転院せざるを得ない状況を回避するための施策を実施すること、経済的な困窮を理由に治療を中止・変更する患者が出ないよう、経済支援策を継続することなどを求めた[18][19][20]。

### がん教育への取り組み
- がん教育は、がん対策基本法にも推進が盛り込まれ、中学校では2021年度より、高校では2022年度より学習指導要領に基づいて実施される。医療者やがん経験者など「外部講師」が授業を行うことがあるため、国立がん研究センターの協力のもと、授業で配慮すべきことをまとめたガイドラインを作成するとともに、外部講師のためのeラーニングを開講している[21][22][23]。

### がん患者学会、がん患者カレッジの開催
- がん患者学会 - 全国のがん患者団体が集まり交流を深めつつ、現在のがん医療やがん対策の課題について学び、患者団体が取り組むべきことについて議論することを目的として開催している[1]。

|                  | 開催日                            | 会場                                                                   | 主催等 |
| ---------------- | --------------------------------- | ---------------------------------------------------------------------- | --- |
| がん患者学会2015 | 2015年12月19（土）～20日（日）    | 国立がん研究センター・国際研究交流会館                                 | 主催：一般社団法人全国がん患者団体連合会、公益財団法人がん研究振興財団 実行委員長：松本陽子（全国がん患者団体連合会副理事長）                                                 |
| がん患者学会2016 | 2016年12月2日（金）～3日（土）    | 国立がん研究センター・国際研究交流会館                                 | 主催：一般社団法人全国がん患者団体連合会 後援：一般社団法人日本がん治療医認定機構 実行委員長：眞島喜幸（特定非営利活動法人パンキャンジャパン）                                |
| がん患者学会2017 | 2017年12月16（土）〜17日（日）    | 大阪国際がんセンター                                                   | 主催：一般社団法人全国がん患者団体連合会 共催：特定非営利活動法人日本がん登録協議会                                                                                           |
| がん患者学会2018 | 2018年12月15（土）～16日（日）    | 国立がん研究センター新研究棟1階セミナルームA・B                        | 主催：一般社団法人全国がん患者団体連合会 共催：国立がん研究センター希少がんセンター、特定非営利活動法人日本がん登録協議会、一般社団法人日本希少がん患者会ネットワーク         |
| がん患者学会2019 | 2019年8月31日（土）～9月1日（日） | 8月31日：TKP築地会議室 9月1日：国立がん研究センター新研究棟1階大会議室 | 主催：一般社団法人全国がん患者団体連合会 共催：国立がん研究センター希少がんセンター、特定非営利活動法人日本がん登録協議会、一般社団法人日本希少がん患者会ネットワーク（予定） |

- がん患者カレッジ - 1つのテーマについて深く学び、がん患者支援に関わる患者や家族が自ら力をつけることを目的として開催している[1]。

|                                                                          | 開催日                         | 会場                                                                               | 主催等                                                                                |
| ------------------------------------------------------------------------ | ------------------------------ | ---------------------------------------------------------------------------------- | ------------------------------------------------------------------------------------- |
| がん患者カレッジ ～がん教育～                                            | 2016年12月4日（日）〜5日（月） | 4日：スタンダード会議室築地フロント店4階Ｇ会議室 5日：豊島区要小学校和室、家庭科室 | 主催：一般社団法人全国がん患者団体連合会 共催：特定非営利活動法人がんサポートかごしま |
| がん患者カレッジ2017 ～がん教育～                                        | 2017年12月18日（月）           | 大阪国際がんセンター                                                               | 主催：一般社団法人全国がん患者団体連合会 共催：NPO法人がんサポートかごしま            |
| がん患者カレッジ2018 ～臨床試験を知ろう～ 倫理委員会委員に求められること | 2018年12月17日（月）           | ちよだプラットホームスクエア4F 401・402会議室                                      | 主催：一般社団法人全国がん患者団体連合会 共催：キャンサー・ソリューションズ株式会社   |
| がん患者カレッジ2019 ～臨床試験を知ろう～                                | 2019年7月21日（日）            | TKPガーデンシティ京都 桔梗                                                         | 主催：一般社団法人全国がん患者団体連合会                                              |

## 加盟団体
2021年4月1日現在、49団体が加盟している。
- 一般社団法人　CSRプロジェクト
- NPO法人　腺友倶楽部
- 特定非営利活動法人　HOPEプロジェクト
- 一般社団法人 Team CML @Japan
- 特定非営利活動法人　あいおぷらす
- 特定非営利活動法人　いきいき和歌山がんサポート
- 特定非営利活動法人　愛媛がんサポートおれんじの会
- 一般社団法人　沖縄県がん患者会連合会
- 一般社団法人　神奈川県がん患者団体連合会
- 神奈川県立がんセンター患者会「コスモス」
- 特定非営利活動法人　がんサポートかごしま
- 一般社団法人がんチャレンジャー
- がん体験者の会とま～れ
- 特定非営利活動法人　がんと共に生きる会
- 特定非営利活動法人　がんピアネットふくしま
- 特定非営利活動法人　がんフォーラム山梨
- 認定特定非営利活動法人　希望の会
- 特定非営利活動法人　キャンサーサポート
- 特定非営利活動法人キュアサルコーマ
- 京都乳がんピアサポートサロン～fellows～
- 京都府がん患者団体等連絡協議会
- 特定非営利活動法人京都ワーキング・サバイバー
- 一般社団法人　グループ・ネクサス・ジャパン
- 一般社団法人　高知がん患者支援推進協議会
- 相模原協同病院　がん患者会　富貴草
- 特定非営利活動法人　支えあう会「α」
- 若年がんサバイバー&ケアギバー集いの場 くまの間
- 小児脳腫瘍の会
- 精巣腫瘍患者友の会J-TAG
- 特定非営利活動法人市民と共に創るホスピスケアの会
- 治療と仕事の両立支援～はーべすと～
- 徳島県がん患者団体協議会
- 奈良がんピアサポートなぎの会
- 奈良県のホスピスとがん医療をすすめる会
- 特定非営利活動法人　乳がん患者友の会きらら
- 特定非営利活動法人　ねむの樹
- 特定非営利活動法人脳腫瘍ネットワーク
- 肺がん患者会　ワンステップしゃちほこ
- 特定非営利活動法人肺がん患者の会ワンステップ
- 肺がんHER2「HER HER」
- 特定非営利活動法人　パンキャンジャパン
- ひょうごがん患者連絡会
- 非営利活動法人　ブーゲンビリア
- 北海道肺がん患者と家族の会
- 特定非営利活動法人  ミーネット
- ゆうかぎの会（離島におけるがん患者支援を考える会）
- リンチ症候群患者家族会　ひまわりの会
- リンパ浮腫ネットワークジャパン
- 和歌山県がん患者連絡協議会